# The Flying Fleet
The Flying Fleet é um filme de drama romântico de 1929 dirigido por George W. Hill e estrelado por Ramon Navarro, Ralph Graves e Anita Page. Dois oficiais da Marinha dos Estados Unidos são rivais pelo amor da mesma mulher. O filme é mudo e em preto e branco, embora várias cenas tenham música de fundo, ruídos de motores ou, em um caso, sons de trompetes inseridos.

## Elenco
- Ramon Novarro como Alferes / Tenente (j.g.) Tommy Winslow
- Ralph Graves como Alferes / Tenente (j.g.) Steve Randall
- Anita Page como Anita Hastings
- Alfred Allen como Almirante
- Wade Boteler como tripulante náufrago
- Bud Geary como ajudante do Almirante
- Sumner Getchell como Kewpie
- Gardner James como especificações
- Roscoe Karns como operador de rádio náufrago
- Claire McDowell como Sra. Hastings, mãe de Anita
- Edward J. Nugent como Midshipman "Dizzy"
- Carroll Nye como "Tex"